# Odontothera
Odontothera is een geslacht van vlinders van de familie spanners (Geometridae), uit de onderfamilie Ennominae.

## Soorten
- O. chiloensis Butler, 1883
- O. debilis Butler, 1882
- O. virescens Butler, 1882